# Ballando con le stelle (settima edizione)
La settima edizione di Ballando con le stelle è andata in onda dal 26 febbraio al 30 aprile 2011 su Rai 1, condotta da Milly Carlucci con Paolo Belli. 
L’edizione è stata vinta dalla coppia formata dall'attore Kaspar Capparoni e dalla ballerina Yulia Musikhina. 

## Regolamento
Il regolamento prevede che al programma partecipino dodici personaggi famosi che, in coppia con altrettanti maestri di ballo, si devono mettere in gioco per apprendere le regole della danza sportiva e per contendersi, settimana dopo settimana, l'accesso alla finale e la vittoria dell’edizione. In ogni puntata, una giuria tecnica, composta da cinque elementi fissi, è tenuta a valutare l'aspetto prettamente tecnico delle esibizioni dei concorrenti nonché l'aspetto più artistico comprendente costumi, presenza scenica e mimica facciale; alla fine, però, sono gli spettatori da casa, tramite il televoto, a decretare la coppia vincitrice. Anche quest'anno, contemporaneamente al torneo principale, in ogni puntata, sono stati riservati spazi a ospiti famosi che sono diventati ballerini per una sera, venendo valutati dalla giuria: i punti da essi ottenuti sono di volta in volta sommati a quelli di una coppia a rischio eliminazione ritenuta dalla giuria meritevole di essere invece salvata. Al termine di ogni puntata si è poi svolto uno spareggio tra le coppie ultime in classifica, giudicato solo tramite il televoto, per decretare gli eliminati della settimana.   
La trasmissione è trasmessa in diretta dagli studi Rai del Foro Italico di Roma.

## Cast

### Concorrenti
| VIP                  | Attività                   | Insegnante         | Stato                |
| -------------------- | -------------------------- | ------------------ | -------------------- |
| Kaspar Capparoni     | Attore                     | Yulia Musikhina    | Vincitori            |
| Sara Santostasi      | Attrice                    | Umberto Gaudino    | Secondi classificati |
| Bruno Cabrerizo      | Modello                    | Ola Karieva        | Terzi classificati   |
| Vittoria Belvedere   | Attrice                    | Stefano Di Filippo | Terzi classificati   |
| Christian Panucci    | Ex calciatore              | Agnese Junkure     | Quinti classificati  |
| Gedeon Burkhard      | Attore                     | Samanta Togni      | Sesti classificati   |
| Barbara Capponi      | Giornalista TV             | Samuel Peron       | Eliminati            |
| Paolo Rossi          | Ex calciatore              | Vicky Martin       | Eliminati            |
| Madalina Ghenea      | Modella e attrice          | Simone Di Pasquale | Eliminati            |
| Povia                | Cantautore                 | Nuria Santalucia   | Eliminati            |
| Alessia Filippi      | Nuotatrice                 | Raimondo Todaro    | Eliminati            |
| Alessandro Di Pietro | Giornalista, conduttore TV | Annalisa Longo     | Eliminati            |

### Giuria
- Ivan Zazzaroni
- Fabio Canino
- Carolyn Smith (presidente di giuria)
- Lamberto Sposini
- Guillermo Mariotto

Nota: Ivan Zazzaroni viene sostituito dallo sportivo Stefano Pantano nella puntata del 23 aprile 2011, mentre Lamberto Sposini, colpito da una grave emorragia cerebrale nel pomeriggio del 29 aprile, non partecipa alla puntata finale del 30 aprile 2011.

### Opinionisti
- Sandro Mayer
- Candida Morvillo
- Riccardo Signoretti
- Monica Mosca
- Angelo Ascoli

## Tabellone
Legenda
     Coppia salva
     Coppia salvata dalla giuria
     Coppia salvata dal pubblico a casa
     Coppia eliminata provvisoriamente
     Coppia eliminata definitivamente
     Coppia ripescata
     Coppia ripescata non rientrata in gara
     Coppia non ripescata
     Coppia non gareggiante in puntata
| Concorrente          | Ballerino/a        | Puntate         | Puntate         | Puntate         | Puntate         | Puntate         | Puntate         | Puntate         | Puntate         | Puntate         | Puntate           |
| Concorrente          | Ballerino/a        | 1ª              | 2ª              | 3ª              | 4ª              | 5ª              | 6ª              | 7ª              | Ripescaggio     | Semifinale      | Finale            |
| -------------------- | ------------------ | --------------- | --------------- | --------------- | --------------- | --------------- | --------------- | --------------- | --------------- | --------------- | ----------------- |
| Kaspar Capparoni     | Yulia Musikhina    | Salvi           | Salvi           | Salvi           | Salvi           | Salvi           | Salvi           | Salvi           | Salvi           | Salvi           | Vincitori (50,5%) |
| Sara Santostasi      | Umberto Gaudino    | Salvi           | Salvi           | Salvi           | Salvi           | Salvi           | Salvi           | Ultimi 3        | Salvi           | Salvi           | Secondi (49,5%)   |
| Bruno Cabrerizo      | Ola Karieva        | Ultimi 3 (45%)  | Salvi           | Ultimi 3        | Ultimi 2 (69%)  | Ultimi 3        | Ultimi 2 (54%)  | Eliminati (49%) | Ripescati       | Ultimi 3        | Terzi (37%)       |
| Vittoria Belvedere   | Stefano Di Filippo | Salvi           | Salvi           | Salvi           | Salvi           | Salvi           | Eliminati (46%) | Ripescati (52%) | Salvi           | Salvi           | Terzi (24%)       |
| Christian Panucci    | Agnese Junkure     | Ultimi 4        | Salvi           | Salvi           | Ultimi 3        | Ultimi 2 (67%)  | Ultimi 3        | Eliminati (48%) | Ripescati (72%) | Ultimi 2 (53%)  | Quinti (24%)      |
| Gedeon Burkhard      | Samanta Togni      | Salvi           | Salvi           | Salvi           | Salvi           | Salvi           | Salvi           | Salvi           | Salvi           | Salvi           | Sesti (41%)       |
| Barbara Capponi      | Samuel Peron       | Salvi           | Ultimi 2 (69%)  | Ultimi 2 (52%)  | Salvi           | Salvi           | Salvi           | Salvi           | Salvi           | Eliminati (47%) |                   |
| Paolo Rossi          | Vicky Martin       | Salvi           | Salvi           | Salvi           | Salvi           | Eliminati (33%) | Non ripescati   | Non ripescati   | Eliminati (28%) |                 |                   |
| Madalina Ghenea      | Simone Di Pasquale | Salvi           | Ultimi 3        | Salvi           | Eliminati (31%) | Ripescati (29%) | Ripescati (23%) | Non ripescati   | Eliminati       |                 |                   |
| Povia                | Nuria Santalucia   | Salvi           | Salvi           | Eliminati (48%) |                 | Non ripescati   | Non ripescati   | Non ripescati   | Eliminati       |                 |                   |
| Alessia Filippi      | Raimondo Todaro    | Ultimi 3 (41%)  | Eliminati (31%) |                 |                 | Non ripescati   | Non ripescati   | Non ripescati   | Eliminati       |                 |                   |
| Alessandro Di Pietro | Annalisa Longo     | Eliminati (14%) |                 |                 |                 | Non ripescati   | Non ripescati   | Non ripescati   | Eliminati       |                 |                   |

## Balli eseguiti
| Coppia                                  | 1                      | 2               | 3                     | 4                           | 5                                        | 6                                  | 7                                                                | 8                                               | 9                                | 10                                                               |
| --------------------------------------- | ---------------------- | --------------- | --------------------- | --------------------------- | ---------------------------------------- | ---------------------------------- | ---------------------------------------------------------------- | ----------------------------------------------- | -------------------------------- | ---------------------------------------------------------------- |
| Kaspar Capparoni e Yulia Musikhina      | Rumba                  | Tango           | Jive                  | Paso doble                  | Tango – Samba                            | Boogie Woogie                      | Rumba – Cha cha cha – Danza dei Cosacchi                         | Disco dance                                     | Charleston                       | Quickstep – Salsa – Boogie Woogie – Cha cha cha – Valzer – Tango |
| Sara Santostasi e Umberto Gaudino       | Samba                  | Merengue        | Salsa                 | Jive                        | Boogie Woogie – Tango                    | Cha cha cha                        | Boogie Woogie – Valzer – Danza del Ventre – Charleston           | Disco dance                                     | Paso doble – Salsa               | Rumba – Boogie Woogie – Paso doble – Tango – Salsa               |
| Bruno Cabrerizo e Ola Karieva           | Paso doble – Merengue  | Salsa           | Tango – Samba         | Cha cha cha – Boogie Woogie | Paso doble – Rumba – Jive                | Valzer – Samba                     | Rumba – Charleston – Danza dei Cosacchi – Quickstep              | Boogie Woogie – Salsa – Jive                    | Salsa Colombiana – Samba – Tango | Jive – Boogie Woogie                                             |
| Vittoria Belvedere e Stefano Di Filippo | Jive                   | Paso doble      | Charleston            | Tango                       | Boogie Woogie – Salsa                    | Quickstep – Samba                  | Paso doble                                                       | Disco dance                                     | Rumba – Salsa – Valzer           | Valzer – Boogie Woogie                                           |
| Christian Panucci e Agnese Junkure      | Paso doble – Salsa     | Tango           | Rumba                 | Jive – Boogie Woogie        | Tango – Valzer – Merengue                | Rumba – Tango – Samba – Paso doble | Salsa colombiana – Charleston – Danza dei Cosacchi – Cha Cha Cha | Cha cha cha – Quickstep – Boogie Woogie – Samba | Tango – Valzer                   | Paso doble – Valzer – Rumba                                      |
| Gedeon Burkhard e Samanta Togni         | Tango                  | Paso doble      | Rumba                 | Quickstep                   | Paso Doble – Boogie Woogie               | Samba                              | Salsa colombiana – Jive – Danza dei Cosacchi                     | Disco dance                                     | Valzer – Merengue                | Merengue – Cha cha cha                                           |
| Barbara Capponi e Samuel Peron          | Cha cha cha            | Salsa – Jive    | Rumba – Samba         | Valzer                      | Charleston – Boogie Woogie               | Tango                              | Boogie Woogie – Paso doble – Danza del Ventre                    | Disco dance                                     | Quickstep                        | –                                                                |
| Paolo Rossi e Vicky Martin              | Jive                   | Merengue        | Charleston            | Salsa                       | Charleston – Cha cha cha – Boogie Woggie | Boogie woogie – Jive               | Merengue                                                         | Tango – Charleston – Quickstep                  | –                                | –                                                                |
| Madalina Ghenea e Simone Di Pasquale    | Salsa                  | Jive – Merengue | Cha cha cha           | Rumba – Boogie Woogie       | Jive                                     | Tango – Paso doble                 | Salsa                                                            | Samba – Tango                                   | –                                | –                                                                |
| Povia e Nuria Santalucia                | Salsa                  | Samba           | Charleston – Merengue | –                           | Salsa                                    | Samba                              | Samba                                                            | Boogie Woogie – Paso doble                      | –                                | –                                                                |
| Alessia Filippi e Raimondo Todaro       | Quickstep – Paso doble | Jive n Valzer   | –                     | –                           | Quickstep                                | Salsa                              | Valzer                                                           | Salsa – Charleston – Boogie Woogie              | n                                | –                                                                |
| Alessandro Di Pietro e Annalisa Longo   | Quickstep – Samba      | –               | –                     | –                           | Samba                                    | Jive                               | Quickstep                                                        | Boogie Woogie – Tango                           | –                                | –                                                                |

## Ballerini per una notte
| Puntata    | Ospite             | Attività   | Ballerino/a           | Ballo         | Punteggio | Assegnatari tesoretto                |
| ---------- | ------------------ | ---------- | --------------------- | ------------- | --------- | ------------------------------------ |
| 1ª         | Roberto Vecchioni  | Cantautore | Natalia Titova        | Tango         | 49        | Christian Panucci e Agnese Junkure   |
| 2ª         | Bo Derek           | Attrice    | Ferdinando Iannaccone | Tango         | 48        | Madalina Ghenea e Simone Di Pasquale |
| 3ª         | Michele Placido    | Attore     | Natalia Titova        | Tango         | 50        | Bruno Cabrerizo e Ola Karieva        |
| 4ª         | Emma Marrone       | Cantante   | Mirko Sciolan         | Salsa         | 50        | Christian Panucci e Agnese Junkure   |
| 5ª         | Giulio Scarpati    | Attore     | Mirko Sciolan         | Valzer        | 48        | Bruno Cabrerizo e Ola Karieva        |
| 5ª         | Margot Sikabonyi   | Attrice    | Mirko Sciolan         | Valzer        | 48        | Bruno Cabrerizo e Ola Karieva        |
| 6ª         | Bruno Conti        | Calciatore | Luisana Di Fiore      | Jive          | 38        | Christian Panucci e Agnese Junkure   |
| 7ª         | Enrico Montesano   | Attore     | Luisana Di Fiore      | Charleston    | 50        | Sara Santostasi e Umberto Gaudino    |
| 8ª         | Alessandra Amoroso | Cantante   | Ferdinando Iannacone  | Salsa         | 50        | Bruno Cabrerizo e Ola Karieva        |
| Semifinale | Massimo Ghini      | Attore     | Luisana Di Fiore      | Boogie woogie | 49        | Bruno Cabrerizo e Ola Karieva        |

## Ascolti
| Puntata     | Messa in onda    | Telespettatori | Share  |
| ----------- | ---------------- | -------------- | ------ |
| 1           | 26 febbraio 2011 | 5 994 000      | 27,58% |
| 2           | 5 marzo 2011     | 5 447 000      | 25,03% |
| 3           | 12 marzo 2011    | 5 651 000      | 26,31% |
| 4           | 19 marzo 2011    | 5 284 000      | 24,81% |
| 5           | 26 marzo 2011    | 5 202 000      | 26,29% |
| 6           | 2 aprile 2011    | 5 047 000      | 24,01% |
| 7           | 9 aprile 2011    | 4 934 000      | 24,82% |
| Ripescaggio | 16 aprile 2011   | 5 031 000      | 24,24% |
| Semifinale  | 23 aprile 2011   | 5 027 000      | 26,08% |
| Finale      | 30 aprile 2011   | 6 458 000      | 32,45% |
| Media       | Media            | 5 408 000      | 26,16% |